# Стаево (Тамбовская область)
Ста́ево — село в Мичуринском районе Тамбовской области России. 
Административный центр Стаевского сельсовета.

## География
Расположено на реке Лесной Воронеж. Находится в 2 км к югу от Мичуринска. Железнодорожные платформы 414 км, 416 км, 418 км ЮВЖД на линии Москва—Воронеж.

## Население
| 1989 | 2002  | 2010  |
| ---- | ----- | ----- |
| 1617 | ↘1375 | ↘1205 |

Согласно результатам переписи 2002 года, в национальной структуре населения русские составляли 98 % от жителей.

## История
Впервые упоминается в 1652 году как посёлок Стаева Поляна. Село возникло как передовой опорный пункт Козловской засеки.
О времени возникновения села Стаево содержатся сведения в писцовой книге 1651—1652 годов. Вначале это был поселок, который назывался Стаевой Поляной. Всего в нем было 5 помещичьих дворов, 6 крестьянских и 12 пустых.
Стаевым фактически владели два рода: Картавцевы и Красниковы. Каждый из домохозяев имел несколько душ дворовых людей. Землю для них отвел воевода Иван Биркин (царский воевода; один из отцов-основателей Козлова (Мичуринска)) в 1636—1637 годах. В писцовой книге также указано, что в селе в 27 домах жили драгуны (72 человека).
Административно входило в состав Козловского уезда Тамбовской губернии.
В 1999 году открыто городище у села Стаево. Оно расположено  в пойме левого берега реки Лесной Воронеж, напротив села, на острове, образованном рукавом реки. Городище имеет форму, близкую к прямоугольной. Его площадь составляет примерно 0,36 га, оно ограниченно с трех сторон валом и рвом. Укрепления сильно оплыли вследствие разливов реки. С южной стороны ров замыт полностью. Вал имеет высоту до 1,5 м, ров глубиной до 0,5 м, поверхность городища сильно потревожена поздними перекопами. В северо-восточной части был заложен шурф размером 1×1 м, в результате выявлен культурный слой мощностью около 0,7 м, представляющий собой чередующиеся слои песка и угля. Материальные остатки не найдены. Возможно, что эти укрепления были насыпаны для сторожи, о которой говорится в росписи сторожам от 1571 года: «Лета 7079 в 1 день сентября приказал государь, царь и великий князь Иван Васильевич всея Русии боярину своему, князю Михаилу Ивановичу Воротынскому ведать станицы, и сторожи, и всякие государевы польские службы…». Таким образом, городище существовало  уже в конце XVI — начале XVII вв.

## Уроженцы
- В селе родился Герой Советского Союза Андрей Панихидников.
- Попов Зиновий Ефимович (1924–1984)–живописец, график.